# Дато (Арканзас)
Дато (енгл. Datto) град је у америчкој савезној држави Арканзас.

## Демографија
По попису из 2010. године број становника је 100, што је 3 (3,1%) становника више него 2000. године.
| Група             | 2000.      | 2010.      |
| Белци             | 96 (99,0%) | 87 (87,0%) |
| Афроамериканци    | 0 (0,0%)   | 4 (4,0%)   |
| Азијати           | 0 (0,0%)   | 0 (0,0%)   |
| Хиспаноамериканци | 1 (1,0%)   | 3 (3,0%)   |
| Укупно            | 97         | 100        |